# Nesticella jingpo
Nesticella jingpo (лат.) — вид пауков рода Nesticella из семейства Пауки-нестициды (Nesticidae). Китай.

## Этимология
Вид назван в честь народа цзинпо — этнического меньшинства, проживающего в районе Гаолигуншань провинции Юньнань.

## Распространение
Встречается в юго-восточной Азии: Китай, провинция Юньнань (уезд Тэнчун, Gaoligongshan Mountain National Park; 24,82898°N, 98,76758°E, 2177 м).

## Описание
Мелкие пауки, общая длина около 2 мм. Основная окраска желтоватая. Nesticella jingpo сходен с N. lisu, но может отличаться от него субглобулярными сперматеками (S) (пириформными у N. lisu), более компактными и менее свернутыми каналами оплодотворения (Fd) и более широкими копулятивными отверстиями (Co). Сильно свернутые оплодотворяющие протоки (Fd), а также общая форма лопасти (Sp) и копулятивных протоков (Cd) позволяют отделить N. jingpo sp. n. от всех остальных видов группы Nesticella brevipes. Вид был впервые описан в 2016 году энтомологами из Китая (Yu-Cheng Lin, Shu-Qiang Li, Southeast Asia Biodiversity Research Institute and Institute of Zoology, Китайская академия наук, Пекин) и Италии (Francesco Ballarin, Museo di Storia Naturale of Verona, Верона).